# Madoussou Fall
Pour les articles homonymes, voir Fall.

a Compétitions nationales et continentales officielles uniquement.

b Matchs officiels uniquement.
Dernière mise à jour le 27 mars 2023.
Madoussou Fall (Madoussou Fall-Raclot après son mariage), née le 17 mars 1998, est une joueuse internationale française de rugby à XV évoluant au poste de deuxième ligne. Elle joue au Stade bordelais, elle est triple championne de France, en 2023, 2024 et 2025.

## Biographie
Madoussou Fall naît le 17 mars 1998.
En club, avec son équipe du Stade bordelais elle remporte le championnat de France Élite 1 2022-2023,. En 2024 elle contribue à la reconquête du titre par le Stade bordelais après avoir participé à quatre des treize rencontres du championnat 2023-2024, dont les trois matchs de la phase finale,.
Le 6 juillet 2019, à San Diego, elle fait ses débuts internationaux contre la Nouvelle-Zélande (victoire française, 16-25), en deuxième ligne.
En 2022, elle est sélectionnée par Thomas Darracq pour disputer la Coupe du monde en Nouvelle-Zélande.
Blessée au genou, elle manque le tournoi des Six Nations 2023 mais fait partie à l'automne du groupe d'internationales qui dispute le WXV en Nouvelle-Zélande. Au cours de cette compétition, elle se fracture un pied lors d'un match contre l'Australie.
Sélectionnée pour le Six Nations 2024, elle est élue joueuse du match d'ouverture contre l'Irlande.
Le 31 mai 2025, elle remporte à nouveau le Championnat de France avec le Stade bordelais.

## Palmarès

### En club
- Vainqueur du championnat de France en 2023 , 2024 et 2025 avec le Stade bordelais

### En équipe nationale
- Troisième des Women's Rugby Super Series en 2019[13].

### Distinctions
- Retenue par World Rugby dans la « Dream Team féminine de l'année 2022 » au poste de n°5[14].